# Paul René Gauguin
Paul René Gauguin (Copenaghen, 27 gennaio 1911 – Spagna, 14 febbraio 1976) è stato un pittore e scultore norvegese.
Figlio di Pola Gauguin e nipote del pittore francese Paul Gauguin, è particolarmente noto per le sue incisioni su legno colorate. Ha realizzato scenari per varie opere teatrali. 
Era un poliglotta conoscendo l'inglese, il francese, il russo, l'italiano, il catalano nonché il norvegese.
| Controllo di autorità | VIAF (EN) 71384457 · ISNI (EN) 0000 0000 8392 5316 · SBN VEAV318603 · ULAN (EN) 500057332 · LCCN (EN) n88132479 · GND (DE) 136412742 · BNF (FR) cb11332679v (data) |